# Heinz Markstein
Heinz Markstein (Pseudonyme Josef Heimar, Jan Melnik; * 9. April 1924 in Wien; † 22. Juni 2008 ebenda) war ein österreichischer Journalist und Schriftsteller.

## Leben
Markstein stammte aus einer Familie assimilierter Juden. Sein Vater und sein Onkel waren als Sozialisten im KZ Buchenwald inhaftiert. Nachdem sie freigelassen worden waren, emigrierte die Familie im März 1939 nach Bolivien. In La Paz war Markstein führendes Mitglied der „Bewegung für ein freies Österreich“. 1945 ging die Familie nach Argentinien. 1951 kehrte Markstein nach Wien zurück. Er arbeitete zunächst als Freier Mitarbeiter für Radio Wien und war Redakteur der Volksstimme. 1962 bis 1963 arbeitete er als Auslandskorrespondent in Prag. Bei der Volksstimme wurde er entlassen, nachdem er aus der Kommunistischen Partei Österreichs ausgetreten war. Ab 1970 arbeitete er als Schriftsteller und freier Journalist. Er verfasste Berichte und Kommentare für Zeitschriften, Radio-Features für den ORF, Hörspiele und Fernsehspiele für Kinder.
Markstein war mit der Slawistin, Übersetzerin und Autorin Elisabeth Markstein verheiratet, mit der er drei Töchter hatte.

## Werke
- Also gut, sagte Anna. Verlag Jugend und Volk. Wien, München 1973, ISBN 3-7141-1255-3.
- Salud, Pampa mia. Verlag Jungbrunnen. Wien, München 1978, ISBN 3-7026-5570-0.
- Heißer Boden Mittelamerika. Verlag Jugend und Volk. Wien, München 1980, ISBN 3-7141-1512-9.
- Der sanfte Konquistador – die Geschichte des Thaddäus Xaverius Peregrinus Haenke. Verlag Freies Geistesleben. Stuttgart 1991. ISBN 3-7725-1118-X.
- Der zweite Moses. Leben und Wirken des Moses ben Maimon, auch Maimonides genannt. Edition Splitter. Wien 1995. ISBN 3-901190-17-1.
- Jenseits von 2002. Lokalaugenschein im Nachmorgen. Löcker. Wien 2000. ISBN 3-85409-327-6.